# Jordan Teze
Pour les articles homonymes, voir Teze.
Jordan Teze, né le 30 septembre 1999 à Groningue, est un footballeur international néerlandais qui évolue au poste de défenseur central à l'AS Monaco.

## Biographie

### Carrière en club
Issu du centre de formation du PSV Eindhoven, Jordan Teze fait ses débuts en équipe première le 25 août 2018, lors d'une victoire 2-1 contre le PEC Zwolle en Eredivisie,.
Il est alors déjà un élément central de l'équipe reserve du PSV, en deuxième division néerlandaise, où il continue à jouer la majeure partie du temps, glanant encore quelques apparitions en équipe senior.
À partir de la saison 2020-2021 que Teze s'impose vraiment comme un titulaire régulier avec l'équipe première, seul la Covid-19 l'empêchant de jouer tous les matchs des siens,. Fin 2020 il prolonge ainsi son contrat avec le club néerlandais jusqu'en 2024.
Le 20 août 2024, Jordan Teze signe un contrat de cinq ans avec l'AS Monaco, le liant avec le club monégasque jusqu'en 2029. Le coût du transfert est estimé à 10 millions d'euros avec 2 millions d'euros de bonus potentiels. Lors de la 5ème journée de Ligue 1, il marque son premier but sous ses nouvelles couleurs à bout portant pour partciper à la victoire monégasque contre le Havre 3-1. Le 18 septembre, il reçoit son premier carton rouge de la saison pour un coup de genou dans le visage d'un adversaire lors du match nul concédé contre Lille OSC. Le 22 décembre 2024, il marque un nouveau but, cette fois, contre les amateurs de l'Union Saint-Jean, en Coupe de France.

### Carrière en sélection
Jordan Teze a connu toutes les sélections de jeunes néerlandaises, où — malgré quelques soucis disciplinaires notamment avec les moins de 20 ans — il fait souvent figure de cadre, notamment à l'Euro espoirs auquel il prend part avec les Pays-Bas.
En mars 2022, il est appelé pour la première fois avec l'équipe première par le sélectionneur Louis van Gaal.

## Statistiques Détaillées
| Saison                | Club                  | Championnat           | Championnat | Championnat | Championnat | Coupe(s) nationale(s) | Coupe(s) nationale(s) | Coupe(s) nationale(s) | Supercoupe | Supercoupe | Supercoupe | Compétition(s) continentale(s) | Compétition(s) continentale(s) | Compétition(s) continentale(s) | Compétition(s) continentale(s) | Total | Total | Total |
| Saison                | Club                  | Division              | M.          | B.          | P.d.        | M.                    | B.                    | P.d.                  | M.         | B.         | P.d.       | Comp.                          | M.                             | B.                             | P.d.                           | M.    | B.    | P.d.  |
| 2018-2019             | PSV Eindhoven         | Eredivisie            | 1           | 0           | 0           | 1                     | 0                     | 0                     | -          | -          | -          | C1                             | -                              | -                              | -                              | 2     | 0     | 0     |
| 2019-2020             | PSV Eindhoven         | Eredivisie            | 2           | 0           | 0           | -                     | -                     | -                     | -          | -          | -          | C1+C3                          | 0+1                            | 0+0                            | 0                              | 3     | 0     | 0     |
| 2020-2021             | PSV Eindhoven         | Eredivisie            | 33          | 0           | 1           | 3                     | 0                     | 0                     | -          | -          | -          | C3                             | 9                              | 0                              | 0                              | 45    | 0     | 1     |
| 2021-2022             | PSV Eindhoven         | Eredivisie            | 29          | 1           | 4           | 4                     | 0                     | 0                     | 1          | 0          | 0          | C1+C3+C4                       | 5+3+6                          | 0                              | 0                              | 48    | 1     | 4     |
| 2022-2023             | PSV Eindhoven         | Eredivisie            | 27          | 0           | 3           | 4                     | 0                     | 0                     | 1          | 0          | 0          | C1+C3                          | 4+7                            | 0+0                            | 2+0                            | 43    | 0     | 5     |
| 2023-2024             | PSV Eindhoven         | Eredivisie            | 30          | 2           | 9           | 2                     | 0                     | 0                     | 1          | 0          | 0          | C1                             | 12                             | 1                              | 2                              | 45    | 3     | 11    |
| 2024-2025             | PSV Eindhoven         | Eredivisie            | 2           | 0           | 0           | -                     | -                     | -                     | 1          | 0          | 0          | C1                             | -                              | -                              | -                              | 3     | 0     | 0     |
| Sous-total            | Sous-total            | Sous-total            | 124         | 3           | 17          | 14                    | 0                     | 0                     | 4          | 0          | 0          | -                              | 47                             | 1                              | 4                              | 189   | 4     | 21    |
| 2024-2025             | AS Monaco             | Ligue 1               | 16          | 1           | 0           | 2                     | 1                     | 1                     | 1          | 0          | 0          | C1                             | 3                              | 0                              | 0                              | 22    | 2     | 1     |
| 2025-2026             | AS Monaco             | Ligue 1               | 1           | 0           | 0           | -                     | -                     | -                     | -          | -          | -          | C1                             | -                              | -                              | -                              | 1     | 0     | 0     |
| Sous-total            | Sous-total            | Sous-total            | 17          | 1           | 0           | 2                     | 1                     | 1                     | 1          | 0          | 0          | -                              | 3                              | 0                              | 0                              | 23    | 2     | 1     |
| Total sur la carrière | Total sur la carrière | Total sur la carrière | 141         | 4           | 17          | 16                    | 1                     | 1                     | 5          | 0          | 0          | -                              | 50                             | 1                              | 4                              | 212   | 6     | 22    |

### En sélection nationale
| Saison                | Sélection             | Phases finales        | Phases finales | Phases finales | Phases finales | Éliminatoires | Éliminatoires | Éliminatoires | Ligue des nations | Ligue des nations | Ligue des nations | Matchs amicaux | Matchs amicaux | Matchs amicaux | Total | Total | Total |
| Saison                | Sélection             | Compétition           | M              | B              | Pd             | M             | B             | Pd            | M                 | B                 | Pd                | M              | B              | Pd             | M     | B     | Pd    |
| --------------------- | --------------------- | --------------------- | -------------- | -------------- | -------------- | ------------- | ------------- | ------------- | ----------------- | ----------------- | ----------------- | -------------- | -------------- | -------------- | ----- | ----- | ----- |
| 2021-2022             | Pays-Bas              | -                     | -              | -              | -              | -             | -             | -             | 3                 | 0                 | 0                 | -              | -              | -              | 3     | 0     | 0     |
| 2023-2024             | Pays-Bas              | -                     | -              | -              | -              | 1             | 0             | 1             | -                 | -                 | -                 | -              | -              | -              | 1     | 0     | 1     |
| Total sur la carrière | Total sur la carrière | Total sur la carrière | -              | -              | -              | 1             | 0             | 1             | 3                 | 0                 | 0                 | -              | -              | -              | 4     | 0     | 1     |

### Liste des matches internationaux
| Matches internationaux de Jordan Teze | Matches internationaux de Jordan Teze | Matches internationaux de Jordan Teze         | Matches internationaux de Jordan Teze | Matches internationaux de Jordan Teze | Matches internationaux de Jordan Teze | Matches internationaux de Jordan Teze                             |
|                                       | Date                                  | Lieu                                          | Adversaire                            | Résultat                              | Compétition                           | Notes                                                             |
| ------------------------------------- | ------------------------------------- | --------------------------------------------- | ------------------------------------- | ------------------------------------- | ------------------------------------- | ----------------------------------------------------------------- |
| 1.                                    | 8 juin 2022                           | Cardiff City Stadium, Cardiff, Pays de Galles | Pays de Galles                        | 1 - 2                                 | Ligue des nations 2022-2023           | Titulaire.                                                        |
| 2.                                    | 11 juin 2022                          | Stade Feijenoord, Rotterdam, Pays-Bas         | Pologne                               | 2 - 2                                 | Ligue des nations 2022-2023           | Entré en jeu à la place de Jurriën Timber à la 64e minute de jeu. |
| 3.                                    | 14 juin 2022                          | Stade Feijenoord, Rotterdam, Pays-Bas         | Pays de Galles                        | 3 - 2                                 | Ligue des nations 2022-2023           | Titulaire et remplacé par Stefan de Vrij à la 46e minute de jeu.  |
| 4.                                    | 21 novembre 2023                      | Stade de l'Algarve, Faro, Portugal            | Gibraltar                             | 0 - 6                                 | Éliminatoires Euro 2024               | Titulaire.                                                        |

## Palmarès
| PSV Eindhoven - Eredivisie - Champion en 2024 et 2025 - Vice-champion en 2019, 2021, 2022 et 2023. - Coupe des Pays-Bas - Vainqueur : 2022 et 2023. - Supercoupe des Pays-Bas - Vainqueur : 2021, 2022 et 2023 - Finaliste : 2024 | AS Monaco - Trophée des Champions - Finaliste : 2024 |